# ОШ „Димитрије Туцовић” Јабучје
ОШ „Димитрије Туцовић” Јабучје, у насељеном месту на територији општине Лајковац, баштини традицију постојања и рада школе основане 1842. године. Својом просветном делатношћу покрива простор села Јабучја, Скобаља, Малог Борка и дела Паљува.
Постоји монографија о овој школи „Основна школа у Јабучју: сто шездесет година постојања (1842-2002)”.